# بروتين شحمي

شكل البروتين الدهني

البروتينات الشحمية أو البروتينات الدهنية (بالإنجليزية: Lipoproteins)‏ هي بنيات كيميائية حيوية ذات شكل كروي تنتج عن اندماج الدهون والبروتينات. تقوم البروتينات الدهنية بدور رئيسي في نقل الدهون ثلاثية الجليسريد والكولسترول في بلازما الدم.
تقسم البروتينات الدهنية حسب كثافتها (من الأقل كثافة والأكبر حجما إلى الأكثر كثافة والأصغر حجما) إلى:
- الكيلوميكرون - وهي تحمل دهون ثلاثي الغريسرايد من الأمعاء إلى الكبد والنسيج الشحمي.
- البروتينات الدهنية ذات كثافة جد منخفضة (بالإنجليزية: Very low density lipoproteins)‏ أو VLDL ويقع إفرازها من الكبد لتحمل الدهون ثلاثية الجليسريد حديثة الإنتاج إلى النسيج الشحمي.
- البروتينات الدهنية ذات كثافة متوسطة (بالإنجليزية: Intermediate density lipoproteins)‏ أو IDL وهي أجسام تنتج عن تقوض الـVLDL وتفضي إلى LDL.
- البروتينات الدهنية ذات كثافة منخفضة (بالإنجليزية: low density lipoproteins)‏ أو LDL وهي تحمل الكلسترول من الكبد إلى باقي خلايا الجسم وتسمى «الكلسترول الضار» لأنها إذا زادت نسبتها على حد معين يمكن أن تسبب بأمراض انسداد الشرايين.
- البروتينات الدهنية ذات كثافة العالية (بالإنجليزية: High density lipoproteins)‏ أو HDL وهي تجمع الكلسترول من جميع أنسجة الجسم وتقوم بإرجاعه إلى الكبد للتخلص منها على شكل املاح الصفراء ولذلك تسمى «الكلسترول الحميد».